# 1540년대
1540년대는 1540년부터 1549년까지를 가리킨다.

## 사건과 동향
- 1543년 일본 오카자키에서 도쿠가와 이에야스 출생.